# Sønder Felding Kirke
Sønder Felding Kirke er en kirke i Sønder Felding, lidt nord for Skjern Å.
Kirken er et velbevaret eksempel på dansk middelalderarkitektur. Kirken stammer fra romansk tid og er opført af granitkvadre med flere oprindelige detaljer bevaret, herunder rundbuevinduer, en billedkvader og en usædvanlig sengotisk prædikestol. Gennem århundreder har kirken gennemgået ombygninger, senest med tilføjelsen af tårnet i 1909. Kirken rummer inventar fra både romansk tid, gotik og renæssance, herunder en døbefont, en degnestol og en altertavle fra 1575.

## Historisk beskrivelse
Sønder Felding Kirke ligger i den nordøstlige del af Sønder Felding, cirka 23 kilometer sydvest for Herning. Kirken er et af de ældste bygningsværker i området og stammer fra romansk tid, sandsynligvis opført i 1100-1200-tallet. Den oprindelige kirke bestod af et skib og et kor, bygget af tilhugne granitkvadre på en skråkantsokkel, hvilket er karakteristisk for den romanske kirkearkitektur i Danmark.
I middelalderen fungerede kirken som sognekirke for lokalbefolkningen og var et vigtigt samlingspunkt for både religiøse og sociale begivenheder. Som mange andre middelalderkirker havde Sønder Felding Kirke oprindeligt to indgangsdøre, én mod nord og én mod syd i skibets vestlige ende. Disse blev senere tilmuret, men deres placering tyder på, at skibet muligvis blev udvidet mod vest allerede i romansk tid. Kirken havde oprindeligt rundbuede vinduer, hvoraf flere er blevet tilmuret, mens enkelte stadig er åbne.
I den senere middelalder, sandsynligvis i 1400-1500-tallet, blev der tilføjet flere gotiske elementer, herunder en prædikestol i sengotisk stil fra 1558. Denne prædikestol er særlig interessant, da den er et sjældent eksempel på overgangsperioden mellem gotik og renæssance og er dekoreret med foldeværksfelter.
I 1909 fik kirken sit nuværende vesttårn, opført i mursten på en skråkantsokkel. Tårnets arkitektoniske udformning er inspireret af middelalderlige tårne i området, hvilket især ses i de høje, rundbuede blændinger i øst- og vestgavlene. Indtil kort efter 1970 fandtes der også et våbenhus ved norddøren, som stammede fra middelalderen, men dette blev senere fjernet.

## Arkitektur og bygningsdetaljer
Sønder Felding Kirke er opført i klassisk romansk stil med rundbuede vinduer og en let trykket rundbuet korbue. Koret og skibet er bygget af granitkvadre, mens tårnet er af mursten. Indvendigt er væggene delvist beklædt med granitkvadre, og loftet består af bjælker, der er malet i en mørkeblå nuance, som harmonerer med stoleværket.
En særlig detalje findes i skibets vestgavl, hvor en billedkvader med et relief af et menneskehoved er indsat. Ornamentikken omkring hovedet er ubestemmelig, men det menes at være en tidlig kristen symbolik eller en beskyttende figur.

### Inventar
Kirkens inventar er sammensat af elementer fra flere perioder, hvilket afspejler bygningens lange historie.
- Døbefonten er det ældste inventarstykke og stammer fra romansk tid. Den er udført i granit og har en glat, halvkugleformet kumme med en tovstavsdekoration på overgangen til den runde fod.
- Prædikestolen fra 1558 er udført i sengotisk stil med foldeværksmotiver og blev opsat af Hartvig Skram og Kirsten Skovgaard.
- Degnestolen fra sengotikken har gennembrudte udskæringer i træ og er restaureret med guld- og rød staffering på afrenset egetræ.
- Altertavlen blev opsat i 1575 og er en tidlig renæssance-fløjtavle, skænket af Mogens Juel til Juellingsholm og Else Skovgaard. Midterfeltet rummer et nadvermaleri fra 1700-tallet, mens bagsiden af tavlen har et maleri af Anker Lund fra 1887, der forestiller Kristus, som helbreder en blind.
- Alterbordspanelet fra slutningen af 1500-tallet er dekoreret med rudefelter og har været gennem en større restaurering.
- Klokken er skriftløs og menes at stamme fra slutningen af 1400-tallet. Den har ligheder med flere nordjyske kirkeklokker fra samme periode.
 Trap 3. udgave, 5.bind:

Kirken består af skib og kor, tårn mod vest. og våbenhus mod syd. Skib og kor, med fladt loft, ere opført i overgangsstil af rå og kløvet granit. Syddøren, korbuen og tre vinduer ere bevarede. I den senere middelalder opførtes tårnet, hvis hvælv. Underrum har rundbue ind til skibet, af munkesten (restaur. 1789, med bogst. CVLS-HVL). Våbenhuset, af (nytidens) mursten, er vistnok fra 19. årh. Altertavle i barokstil med et nyt maleri (den korsfæstede). Bægerformet romansk granitdøbefont. prædikestol i renæssancestil. Paa et af stolestaderne årstal 1699. Klokken, med indskr. i minuskler, er fra 15. århundre.

## Galleri
- Kirkens skib
- Altertavlen